# John McGinn
John McGinn (Glasgow, 18 de outubro de 1994), é um futebolista escocês que atua como meio-campista. Atualmente, joga pelo  Aston Villa.

## Títulos
Fonte:
St. Mirren
- Copa da Liga Escocesa: 2012–13

Hibernian
- Copa da Escócia: 2015–16
- Scottish Championship: 2016–17